# رابيد بوخارست

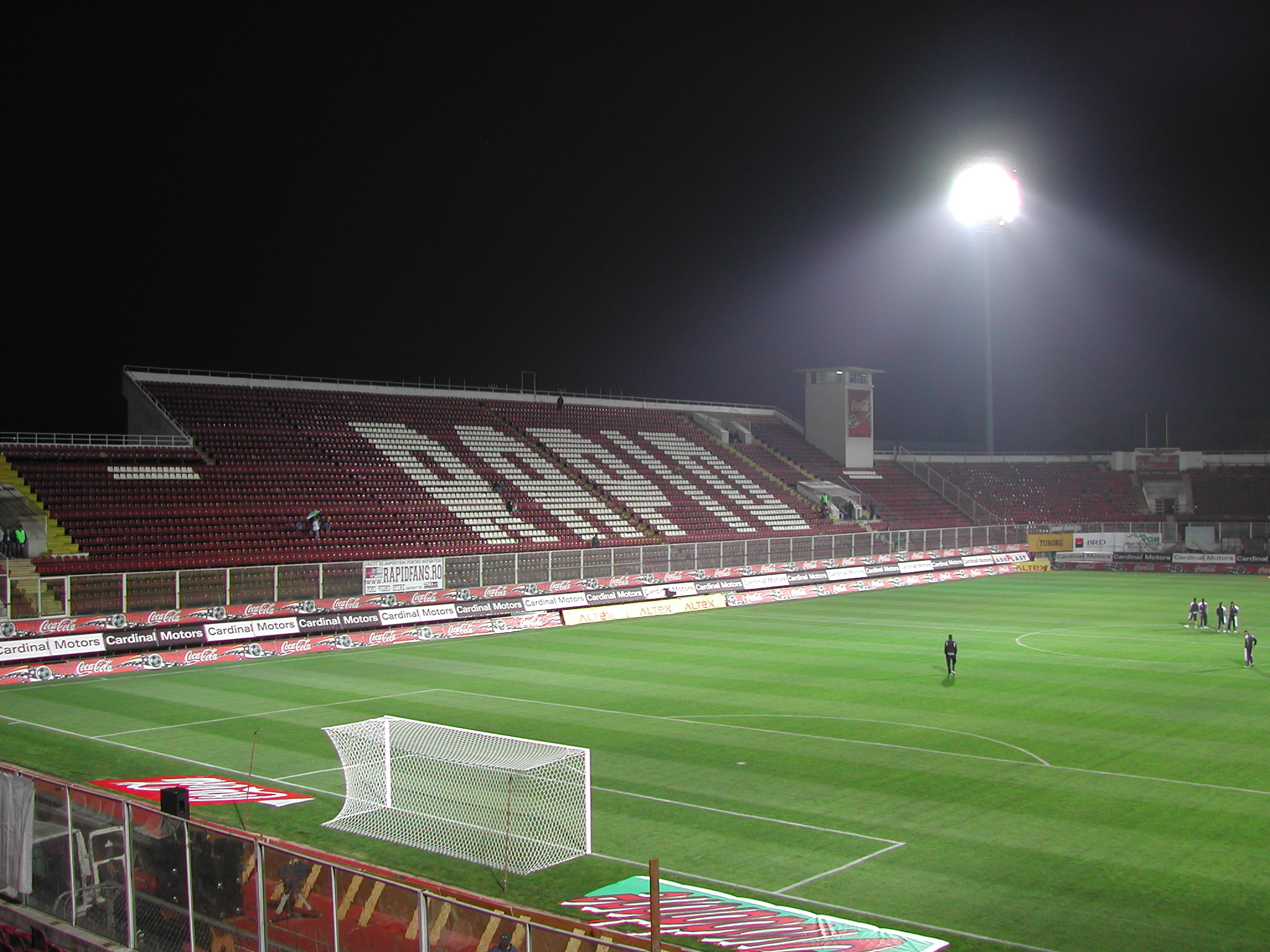
الملعب الخاص برابيد بوخارست

نادي رابيد بوخارست لكرة القدم (بالإنجليزية: Fotbal Club Rapid Bucureşti)‏ نادي كرة قدم روماني يلعب في دوري الدرجة الأولى . تم تأسيس النادي في سنة 1923 .